# Mats Larsson (längdåkare)
Mats Larsson, född 20 mars 1980 i Järna, är en svensk före detta längdskidåkare. Larsson är son till  Gunnar "Hulån" Larsson och tävlade för Åsarna IK.
Larsson tävlade i sin första världscuptävling den 27 november 1999, i Kiruna på 10 kilometer klassisk stil där han slutade på 50:e plats. Han har totalt ställt upp i 63 världscuplopp individuellt. Han har stått på pallen i världscupen individuellt tre gånger och fem gånger i stafett. Samtliga individuella pallplatser är i klassisk sprint 2007, i Kuusamo blev han trea, det blev han också i slottsprinten i Stockholm och i Drammen blev han tvåa. Larssons stafettpallplatser är tre av dem i 4x10 km och två i klassisk sprintstafett. En av dessa var en seger, under världscuppremiären i Gällivare världscupsäsongen 2010/2011 körde han den första sträckan i det segrande svenska laget. Larssons bästa distanslopp i världscupen är från Valdidentro, Italien då han i februari 2009 slutade sjua på 15 km klassisk stil. Under säsongen 2010/2011 var Larsson i tre världscupfinaler i sprint, i vilka han slutade femma, femma och sexa. Han var även med och blev tvåa i båda de två sprintstafetterna som kördes den säsongen.
2005 i Oberstdorf deltog Larsson i sitt första VM då han blev 62:a på 15 km klassisk stil, han fortsatte det mästerskapet med att bli sexa på sprinten och att vara med i det svenska stafettlaget som blev sjua. Han har deltagit i totalt tre världsmästerskap. Störst framgång nådde han i VM i Sapporo 2007 då han tog silver på sprinten och blev 33:a på dubbeljakten. I Liberec 2009 deltog Larsson endast i sprintstafetten där han med Emil Jönsson blev sexa, 3,8 sekunder från medalj. Larsson var uttagen till VM 2011 i Holmenkollen, men han blev återigen sjuk strax innan mästerskapen och missade dem.
Larsson har kört två lopp i olympiska spelen, båda under spelen i Turin 2006. På 15 km klassisk stil blev han 19:e och på stafetten körde han första sträckan för det svenska laget som tog brons.
Han blev svensk mästare på 50 kilometer 2007 och 2009, i sprint 2007 och 2009, i sprintstafett 2006 med Åsarna IK och i lagsprint 2010 med Åsarna IK.
Under sin karriär har Larsson haft stora problem med längre sjukdomstillfällen. Detta visade sig under våren 2010 bero på att han är allergisk mot bland annat havre och vete i kombination med att Larsson hade ätit havegrynsgröt nästan varje morgon sedan han var 15.
I början av maj 2011 meddelade Larsson att han slutar med längdskidåkningen på grund av hans fortsatt ständigt avbrutna säsonger med sjukdomar. Han meddelade också att han tillsammans med två vänner tar över skidanläggningen i Hammarstrand efter skidåkningen.
Mats Larsson arbetar sedan maj 2013 som tekniktränare för Svenska landslaget i längd.